# Notholaena californica
Notholaena californica là một loài thực vật có mạch trong họ Adiantaceae. Loài này được D.C. Eaton miêu tả khoa học đầu tiên năm 1883.